# Хипохондрия
Хипохондрията или психосоматично разстройство (понякога накратко в медицинския жаргон психосоматика), се характеризира с необоснована загриженост и дори маниакален страх за собственото здраве и нереалистичното убеждение, че физическите белези и симптоми сочат сериозно соматично заболяване, въпреки рационалните уверения, че не съществува подобна болест, най-вече притеснения за наличието на сериозно заболяване. Често се наблюдава дори когато лекар е прегледал страдащия от хипохондрия и го е уверил, че опасенията му са неоснователни или неадекватно пресилени.
Терминът е съставен от наименованието на гръцки: hypochondria, hypo - под и chondros - гръдна кост, с което се обозначава нервно заболяване, в резултат на което човек е мрачен, постоянно мислещ за здравето си, за своите болести и произтичащите от това лични нещастия.

## Проявления
Хипохондрията се проявява по различни начини. Някои хора имат натрапчиви мисли и физически усещания, които ги карат често да се съветват със семейството си, с приятели и с медицински лица. Други толкова се страхуват от всякакъв намек за наличие на болест, което води до това да избягват да търсят лекарска помощ дори за малки проблеми, а понякога се стига дотам да оставят сериозно заболяване да се развие, без да бъде диагностицирано. Също така има хора, които живеят в отчаяние и депресия, убедени че имат застрашаващо живота заболяване и никой лекар не би могъл да им помогне, приемайки болестта като наказание за постъпки в миналото.  Често хипохондрията е съпътствана от други психически разстройства.
Вниманието на пациентите е изцяло фиксирано върху функциите на собственото тяло. Най-честите оплаквания са главоболие, болки в гърба и кръста, отпадналост, сърцебиене, затруднено дишане и др. У такива лица грижата за здравето доминира за сметка на междуличностните отношения и активността. Емоционално индивидите са ангажирани от соматичните процеси. Постоянно се търси лекарска консултация. Дори специалистите да твърдят, че липсва каквото и да е заболяване, страхът и вярването, че съществува такова продължават. Обикновено тези личности използват соматичните симптоми като средство за разрешаване на конфликтни ситуации, способ за избягване на отговорност. В състояние на декомпенсация най-често търсят съчувствието и загрижеността на околните, изпитват потребност от внимание и поддръжка. Тяхното поведение всъщност е своеобразно любуване на собствените страдания. Оплакванията се драматизират. Демонстрират соматични симптоми наблюдавани и копирани от други хора или от по-ранни заболявания, без да ги има реално. Те приемат радушно ролята на боледуващ, избягвайки по този начин проблемите или някакъв връхлитащ стрес.

## Предшестващи фактори
Възможните произходи включват агресия към околните, която е потисната и изместена във физически симптоми и/или защита срещу вина, където симптомите играят ролята на заслужено наказание за някакво прегрешение. Психосоциално началото на симптомите често следва голям стресор.
Клинични белези, които сочат добра прогноза, включват наличие на депресия и тревожност, внезапно начало, млада възраст, социално-икономически статус, липса на органичено заболяване.

## Лечение
Пациенти с психосоматично разстройство често са резистентни към психиатрично лечение. Предлагането на лечение в медицинско заведение, което да набляга на справянето с хронично соматично заболяване, би подобрило сътрудничеството им. Резултатът от лечението е лош при 25% от случаите, а при други 2/3 се наблюдава продължителен флуктуиращ ход.
В психосоматично тревожно състояние пациентът може да има полза от анксиолитик. Ако протичането на симптомите е епизодично и подобно на депресивно разстройство, употребата на антидепресивни лекарства (антидепресанти) е препоръчителна. При паническо разстройство психосоматиката може да реагира на бензодиазепини.